# Colonel Imam
Sultan Amir Tarar, alias Colonel Imam, est un vétéran de l'armée pakistanaise et de l'ISI, le service de renseignement militaire, et ex-consul général à Hérat.
Lors de la première guerre d'Afghanistan, il a participé à la formation des moudjahidin islamistes dans le cadre du programme afghan mise en œuvre par la CIA.
Spécialiste de la contre-insurrection, il a entraîné le mollah Omar et d'autres factions talibanes, avec l'appui du député américain Charlie Wilson. Le Colonel Imam est demeuré actif en Afghanistan jusqu'à la guerre entamée en 2001, et continue à soutenir en public les talibans, bien qu'il nie leur apporter une aide effective.

## Éducation et carrière
Amir Tarar est diplômé de l'Académie militaire du Pakistan et de Fort Bragg (le siège des Special Forces américaines),. 
Après la défaite soviétique et la chute du Mur, le colonel Imam fut invité à la Maison-Blanche par le président George H. W. Bush, qui lui donna un morceau du mur de Berlin avec une plaque de bronze, sur laquelle était inscrite : « À celui qui donna le premier coup ». Après le 11 septembre 2001, il a été soupçonné d'être parmi les ex-agents de l'ISI aidant en sous-main les talibans. 
Le colonel Imam a été enlevé par une faction talibane dans le Waziristan du Nord en compagnie de Khalid Khawaja, qui a été retrouvé mort fin avril 2010, les « Tigres asiatiques » l'ayant accusé d'être un agent de la CIA et de ses homologues pakistanais.